# Jonas Gray
Jonas Gray (Pontiac, 27 giugno 1990) è un giocatore di football americano statunitense che gioca nel ruolo di running back per i New England Patriots della National Football League (NFL). Al college ha giocato a football a Notre Dame.

## Carriera professionistica

### Miami Dolphins
Dopo non essere stato scelto nel Draft 2012, Gray firmò coi Miami Dolphins. Dopo avere passato tutta la prima stagione nella riabilitazione di un ginocchio infortunato, fu svincolato il 31 agosto 2013.

### Baltimore Ravens
Gray firmò con la squadra di allenamento dei Baltimore Ravens il 2 settembre 2013. Con essi passò tutta la sua seconda stagione senza mai scendere in campo.

### New England Patriots
Gray firmò coi New England Patriots un contratto come riserva il 10 gennaio 2014. Non riuscì ad entrare nei 53 uomini del roster della stagione regolare a settembre ma firmò per fare parte della squadra di allenamento. Il 16 ottobre 2014 fu promosso nel roster attivo prima della gara del giovedì contro i New York Jets. Contro di essi debuttò come professionista correndo 3 volte per 12 yard. Un mese dopo, partito come titolare per la seconda settimana consecutiva, esplose correndo 199 yard e segnando un record di franchigia di 4 touchdown su corsa contro gli Indianapolis Colts. Fu il primo giocatore nella NFL dal 1921 a segnare quattro touchdown in una gara dopo non averne segnato alcuno in precedenza. Inoltre divenne il primo giocatore dei Patriots da Tony Collins nel 1983 a correre almeno cento yard e segnare almeno 3 touchdown nella stessa partita. Per questa prestazione fu premiato come miglior giocatore offensivo della AFC della settimana. Tornò a segnare nella vittoria di misura sui Jets del penultimo turno, in cui i Patriots si assicurarono la matematica partecipazione ai playoff. La sua stagione regolare si chiuse guidando la squadra con 412 yard, andando a vincere il Super Bowl XLIX contro i Seattle Seahawks.

## Palmarès

### Franchigia
- Super Bowl : 1

New England Patriots: XLIX
- American Football Conference Championship: 1

New England Patriots: 2014

### Individuale
- Giocatore offensivo della AFC della settimana: 1

11ª del 2014

## Statistiche
| Partite totali      | 4   |
| Partite da titolare | 2   |
| Yard su corsa       | 330 |
| Touchdown su corsa  | 4   |

Statistiche aggiornate alla settimana 11 della stagione 2014